# اندماجية
في السياسة الأمريكية، الاندماجية أو التكتلية هي المزج أو «الدمج» السياسي والفلسفي بين التيار المحافظ التقليدي والاجتماعي مع الليبرتارية اليمينية السياسية والاقتصادية. ترتبط فلسفتها أكثر شيء بفرانك ماير.

## التأسيس السياسي والمواقف
تطورت فلسفة «الاندماجية» في مجلة ناشيونال ريفيو خلال خمسينيات القرن العشرين عندما كان رئيس تحريرها وليام ف. بوكلي جونيور وأكثر من ترتبط به مساعد رئيس التحرير آنذاك فرانك ماير. عندما سرد بوكلي قصة التأسيس «توسط» بين «مزيج غير مألوف» من الليبرتاريين، والمحافظين التقليديين، ومناهضي الشيوعية، وحتى شخص أناركي لينتج الأفكار والكتابات التي أنتجت تيار المحافظين الجدد. قال إن توليفة ماير قد تكون الأقرب لتشكيل الحل الأفضل لتعريف تيار المحافظين.
عرف ماير في أكثر كتبه تأثيرًا دفاعًا عن الحرية، فيما يصفه أشعيا برلين لاحقًا بأنه مصطلحات «سلبية»، وذلك بأنها: تحجيم استخدام القسر من قبل الدولة في دوره الأساسي المتمثل في منع اقتحام حرية أحد الأشخاص لحرية شخص آخر. على الدولة حماية الحرية ولكن ترك الفضيلة فيما عدا ذلك للأفراد. للدولة ثلاث وظائف شرعية فقط: الشرطة، والجيش، وإدارة نظام قضائي، وكلها ضرورية للتحكم بالقسر، والذي يكون غير أخلاقي إن لم يُحصر. الفضيلة أمر جوهري للمجتمع وتجب موازنة الحرية بالمسؤولية ولكن كلًّا منهما فردي في طبيعته من حيث الشكل. لا يمكن أن تكون القيم المفروضة قسريًّا فاضلةً. ليس للحرية بحد ذاتها أي هدف، ولا غاية متأصلة فيها. ليست الحرية مجردةً ولا طوباوية كما هي عند النفعيين، الذين يجعلون الحرية أيضًا غايةً بدل أن تكون وسيلة. في مجتمع حقيقي لا يمكن للنظام التقليدي والحرية أن يوجدا إلا معًا. الحل هو التوليفة الفلسفية بين كل من الحرية والتقاليد، الحل للمعضلة يكمن في «مسكها من قرنيها معًا» وقبول التوتر الموجود بين الحرية والتقاليد.

كان أكثر المروجين للاندماجية شهرةً رونالد ريغان كأحد أوائل المعجبين بمجلة الناشيونال ريفيو وصديق لكلا المحررين. عند توليه الرئاسة في عام 1981، التقى مع القادة المحافظين من أرجاء البلاد في واشنطن وذكرهم بجذورهم الفكرية. بعد تعداده «قادة فكريين كراسل كيرك، وفريدريش هايك، وهنري هاتزليت، وميلتون فريدمان، وجيمس بورنهام، ولودفيغ فون ميزس» على أنهم الذين «شكلوا الكثير من أفكارنا» ناقش فقط إحدى هذه التأثيرات باستفاضة:
من الصعوبة بمكان تصديق أنه منذ عقد واحد فقط، في يوم بارد في أبريل على تلة صغيرة في شمال ولاية نيويورك، دُفن فرانك ماير، أحد هؤلاء المفكرين العظماء. كان قد خاض الرحلة المريعة التي خاضها آخرون كثيرون: حرر نفسه من قبضة «الإله ]الشيوعي[ الذي فشل»، ثم استحدث في كتاباته توليفة جذابة جديدة بين الفكر التقليدي والليبرتاري؛ توليفة يسميها الكثيرون اليوم تيار المحافظين الجدد.
عندما استذكر الرئيس الجديد رونالد ريغان ماير، لخص الأفكار التي ولفها ماير باعتبارها مبادئ حركته الجديدة المحافظة.
كان فرانك ماير هو الذي ذكرنا أن الفردية الصلبة للتجربة الأمريكية كانت جزءًا من تيار أعمق من التعليم الغربي والثقافة الغربية. أشار إلى أن احترام القانون، وتقدير التقاليد، وأخذ الإجماع الاجتماعي الذي يعطي الاستقرار لمؤسساتنا العامة والخاصة بعين الاعتبار، هذه الأفكار الجديدة كلها ما تزال تحفزنا حتى عندما نسعا إلى ازدهار اقتصادي جديد مبني على تخفيض التدخل الحكومي في السوق. أهدافنا تكمل بعضها البعض. نحن لا نخفض الميزانية لأجل إدارة مالية أفضل وحسب. هذه مجرد خطوة أولى نحو إعادة القوة إلى الولايات والمجتمعات، مجرد خطوة أولى نحو إعادة ترتيب العلاقة بين المواطن والحكومة. يمكننا أن نجعل الحكومة تستجيب من جديد للشعب عن طريق تحجيمها وتضييق نطاق صلاحياتها وبالتالي ضمان أن وظائفها الشرعية تؤدى بكفاءة وعدالة. لأن لدينا فلسفة متجانسة تجاه الحكومة، يمكننا أن نكون واضحين جدًّا: نحن لا نمتلك أجندة اجتماعية منفصلة، وأجندة اقتصادية منفصلة، وأجندة أجنبية منفصلة. نحن لدينا أجندة واحدة. كما نسعى بثقة لترتيب بيتنا الاقتصادي ونعيد بناء دفاعات أمتنا، كذلك نسعى لحماية أجيالنا التي لم تولد، ولإنهاء التلاعب بأطفال المدارس من قبل أصحاب خطط طوباوية، وللسماح بالاعتراف بوجود كائن أسمى في صفوفنا المدرسية كما نسمح بهكذا اعترافات في مؤسسات عامة أخرى.